# Войново (Вязниковский район)
Войново — деревня  в Вязниковском районе Владимирской области России, входит в состав муниципального образования «Город Вязники».

## География
Деревня расположена на берегу реки Клязьма в 12 км на восток от райцентра Вязники.

## История
В 1 км на восток от деревни существовал Преображенский погост. Первые сведения о церкви в погосте Преображенском находятся в патриарших окладных книгах, в них под 1628 годом отмечена церковь Преображения Господа Бога и Спаса нашего Исуса Христа в вотчине боярина князя Федора Ивановича Мстиславского. В 1815 году на средства купца В.Ю. Водовозова и крестьянина Якова Васильева построен был каменный храм. Колокольня при нём перестроена в 1888-89 годах. Престолов в этом храме было три: главный — во имя Преображения Господня, в трапезе теплой — во имя Святого Николая Чудотворца и Живоначальной Троицы. При церкви имелась церковно-приходская школа, учащихся в 1897 году было 26.  
В конце XIX — начале XX века деревня входила в состав Олтушевской волости Вязниковского уезда. В 1859 году в деревне числилось 14 дворов, в 1905 году — 31 двор.
С 1929 года деревня входила в состав Илевниковского сельсовета Вязниковского района, с 2005 года — в составе муниципального образования «Город Вязники».

## Население
| 1859 | 1905 |
| ---- | ---- |
| 138  | 214  |

| 1859 | 1905 | 1926 | 2002 | 2010 | 2021 |
| ---- | ---- | ---- | ---- | ---- | ---- |
| 138  | ↗214 | ↘204 | ↘50  | ↘39  | ↘20  |

## Достопримечательности
В 1 км от деревни в Преображенском погосте находится недействующая Церковь Спаса Преображения